# Birgit Nordbring-Hertz
Birgit Ann-Marie Nordbring-Hertz (16 de mayo de 1923- Lund, 16 de marzo de 2020), fue una microbióloga sueca, catedrática de microbiología en la Universidad de Lund.

## Biografía
Nordbring-Hertz obtuvo el título de licenciatura médica realizando su tesis sobre el hongo patógeno humano oportunista, candida albicans, en 1956 en la Universidad de Lund, Se doctoró en microbiología en 1974 en la misma universidad con una tesis sobre hongos atrapadores de nematodos, convirtiéndose en una autoridad a nivel internacional en ese campo. Después del doctorado, ocupó la Dirección del Departamento de Ecología Microbiana, durante 14 años. En 1987, fue nombrada catedrática por el gobierno sueco, convirtiéndose en la primera catedrática de la Facultad de Ciencias Naturales de la Universidad de Lund. 
Nordbring-Hertz se casó en 1953 con el profesor de tecnología de medición eléctrica Hellmuth Hertz (1920-1990) y tuvieron dos hijos, Thomas y Hans Hertz.

## Carrera de investigación
La investigación de Birgit Nordbring-Hertz se centró principalmente en un tipo de hongos microscópicos, los llamados hongos nematófagos, que son capaces de infectar y digerir nematodos. Los nematodos son un grupo de animales agusanados de tamaño microscópico, mayoritariamente saprotróficos, aunque también existen nematodos que son parásitos de plantas y otros de animales.Las interacciones entre los hongos nematófagos y sus huéspedes es que los hongos nematófagos se pueden utilizar en control biológico de nematodos parásitos de plantas o de animales. Los hongos nematófagos incluyen, entre otros, los hongos atrapadores de nematodos (utilizan trampas de captura con función adhesiva o mecánica), hongos endoparásitos (utilizan conidios) para infectar nematodos y los hongos parásitos de huevos de huevos de nematodos. Nordbring-Hertz, publicó varios artículos de revisión en libros y revistas, así como varias películas científicas (Nordbring-Hertz, B et al., 1995;  Nordbring-Hertz, B., 2011). Nordbring-Hertz, junto con sus estudiantes de doctorado y otros investigadores, trabajó con todo tipo de hongos nematófagos, pero su investigación se centró en el hongo atrapador de nematodos Arthrobotrys oligospora.
Arthrobotrys oligospora forma una red adhesiva en sus hifas que captura nematodos que luego mueren y luego son penetrados por hifas fúngicas. Nordbring-Hertz a lo largo de su carrera utilizó microscopía electrónica de barrido para estudiar los órganos de atrapamiento de A. oligospora obteniendo unas imágenes fascinantes( Nordbring-Hertz, B., 1972) . Inicialmente su investigación se centró en conocer como se inducen los órganos de atrapamiento, además de los nematodos que tocan las hifas la formación de trampas se puede inducir químicamente mediante pequeños péptidos. Posteriormente, Birgit se centró en elucidar los mecanismos específicos de reconocimiento, por ejemplo mediante las llamadas lectinas (glucoproteínas de unión a carbohidratos) en la superficie de la trampa que reconocen los carbohidratos específicos de la superficie del nematodo (Nordbring-Hertz, B., Mattiasson, B.,1979). y comenzar así el proceso de infección. 
Nordbring-Hertz publicó más de 100 artículos científicos sobre las interacciones entre nematodos y hongos nematófagos. Su trabajo es muy relevante para comprender las interacciones entre estos organismos, pudiéndose aplicar el conocimiento obtenido a otras interacciones que tienen lugar en diferentes sistemas biológicos. 

## Trabajos publicados (selección)
- Nordbring-. Hertz, B. (1974) Órganos atrapadores de nematodos en el hongo Arthrobotrys oligospora: formación, estructura y función (diss. Universidad de Lund, 1974)
- Nordbring-Hertz, B, Jansson, HB., Persson, Y., Friman, E., Dackman, C. (1995) Nematophagous fungi. Conocimientos y medios del FMI, Göttingen. www.tib-hannover.de.
- Nordbring-Hertz et al, B., Jansson, HB., Tunlid, A. (2011) Hongos nematófagos . Enciclopedia de Ciencias de la Vida, John Wiley and Sons. www.els.net.
- Nordbring-H Nordbring-. Hertz, B., 1974) Órganos atrapadores de nematodos en el hongo Arthrobotrys oligospora: formación, estructura y función ertz, B. (1972)., Microscopía electrónica de barrido de los órganos atrapadores en Arthrobotrys oligospora. Physiol. Plano . 26: 279.
- Nordbring-Hertz, B., Mattiasson, B. (1979). La acción de un hongo que atrapa nematodos muestra una interacción huésped-microorganismo mediada por lectina. Nature (Londres) 281: 477